# Геноцид в Камбодже

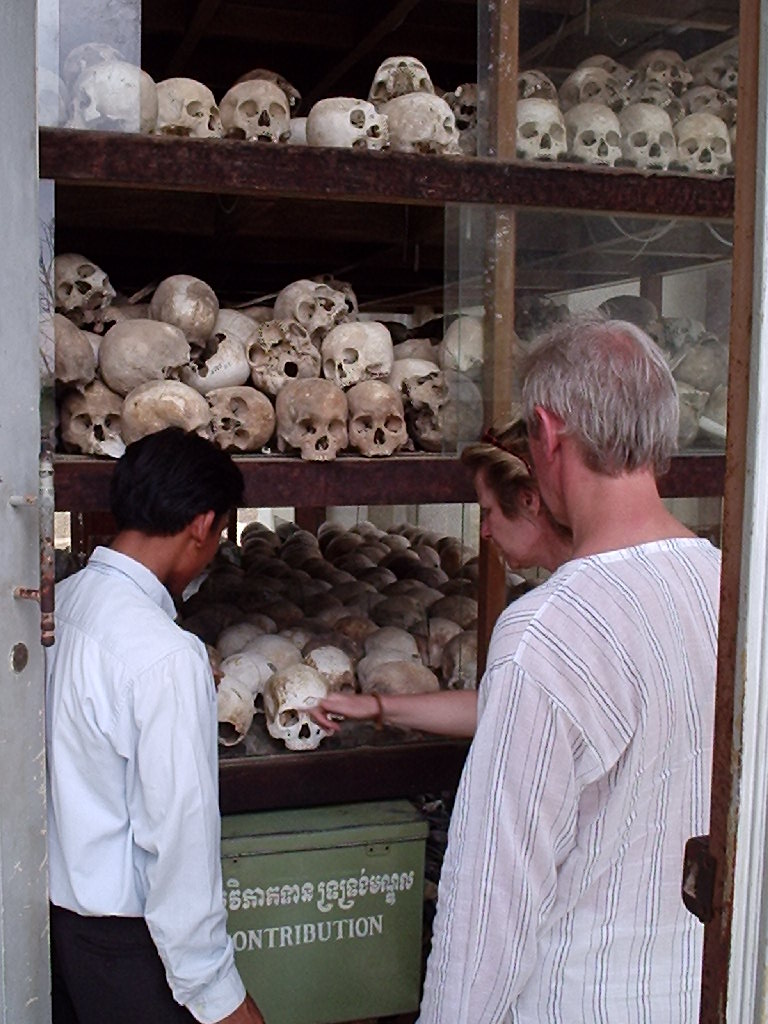
«Поля смерти» — Мемориал жертв режима «красных кхмеров» в районе населённого пункта Тьэнгъаек вблизи Пномпеня. Здесь проводились массовые казни

Геноци́д в Камбо́дже (кхмер. របបប្រល័យពូជសាសន៍ — букв. «Режим расового геноцида») — геноцид, организованный и осуществленный режимом красных кхмеров, находившихся у власти в Камбодже (Демократической Кампучии) в период с 1975 по 1979 год. Всего погибло от 1,7 до 3 млн человек (от четверти до более чем трети населения).

## Осуществление геноцида
Организаторами геноцида являются руководители Коммунистической партии Кампучии (КПК): Пол Пот, Иенг Сари, Нуон Чеа и др. Их правление характеризуется политическими репрессиями, депортациями и массовым истреблением людей. Мотивом этих преступных действий было намерение осуществить радикальные изменения камбоджийского общества в соответствии с идеологическими установками марксизма и маоизма. Жертвами геноцида оказалась большая часть камбоджийской интеллигенции (Согласно расследованию BBC, люди арестовывались даже за ношение очков и знание иностранных языков), а также национальные меньшинства, представители духовенства. В результате репрессий, развязанных красными кхмерами, по разным оценкам погибли от 1,7 до 3 миллионов человек — примерно треть населения страны.
Арестовывались и впоследствии казнились практически все, подозревавшиеся в связях с предыдущим правительством либо иностранными правительствами, а также профессионалы и интеллектуалы, уничтожавшиеся по классовому признаку. По этническому признаку уничтожались вьетнамцы, чамы, по религиозному — христиане, мусульмане и буддийские монахи.
Согласно обвинительному заключению народно-революционного трибунала Кампучии по делу «преступной клики полпотовцев»:

«Полпотовцы:
- мотыгами, киркомотыгами, палками, железными прутьями они били своих жертв по голове; ножами и острыми листьями сахарной пальмы они перерезали своим жертвам горло, вспарывали животы, извлекали печень, которую съедали, и желчные пузыри, которые шли на изготовление „лекарств“;
- используя бульдозеры, они давили людей, а также применяли взрывчатку — чтобы убивать как можно больше за раз;
- они закапывали людей заживо и сжигали тех, кого подозревали в оппозиции режиму; они постепенно срезали с них мясо, обрекая людей на медленную смерть;
- они подбрасывали детей в воздух, а потом подхватывали их штыками, они отрывали у них конечности, разбивали им головы о деревья;
- они бросали людей в пруды, где держали крокодилов, они подвешивали людей к деревьям за руки или ноги, чтобы те подольше болтались в воздухе…».

К жертвам применялись разнообразные пытки, в том числе вырывание ногтей, принуждение к поглощению экскрементов и мочи, повешение и многие другие. Убитых хоронили в общих могилах. Для того, чтобы сэкономить патроны, казни часто проводились с использованием топоров, рукояток топоров, заостренных бамбуковых палок.

## Количество жертв

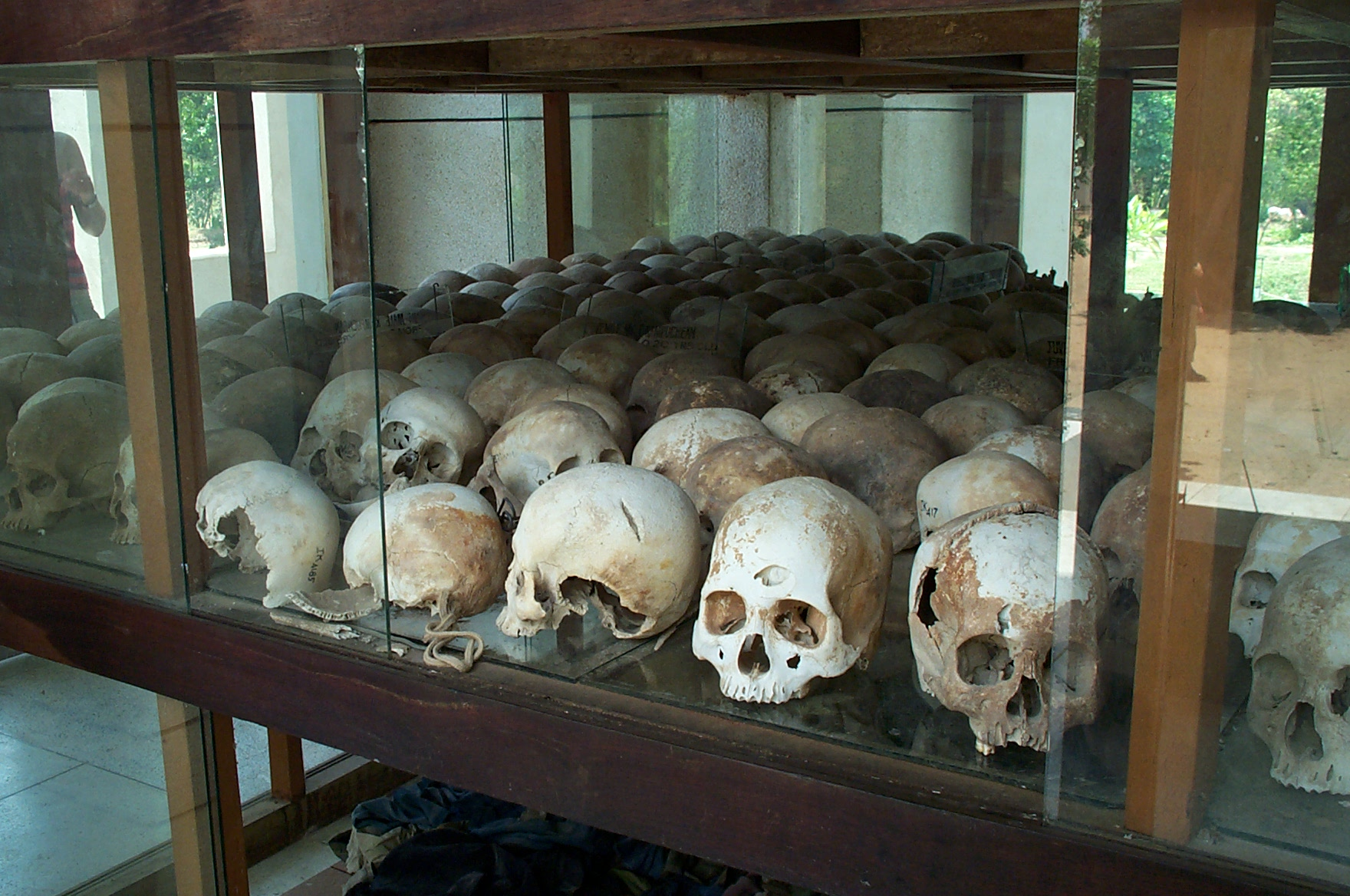
Черепа, найденные на полях смерти. Мемориал Тьэнгъаек

Точное число погибших от рук красных кхмеров является предметом споров — правительство, установленное свергнувшими режим Пол Пота вьетнамцами, заявляло о 3,3 миллиона жертв, тогда как по ранним (1980 года) оценкам ЦРУ кхмеры казнили порядка 150 тысяч человек, а всего численность населения снизилось на 1,2-1,8 млн человек, в основном от голода (при принудительном выселении жителей из городов). Более поздние оценки дают примерно 1,7-2 миллиона жертв.
Во время существования режима красных кхмеров некоторые левые интеллектуалы Запада (например, Ноам Хомский) отрицали геноцид или утверждали, что число жертв значительно преувеличено. Так, Хомский, который со ссылкой на книгу историка Майкл Виккери «Камбоджа, 1975—1982», утверждал, что общая цифра погибших не может превышать 740 800 человек, включая жертв американских авианалётов в результате необъявленной войны. Также Хомский указал на то, что по результатам исследований правительства Финляндии и журнала Problems of Post-Communism количество жертв ещё меньше. В свою очередь журналист Жан Лакутюр, исходя из расчётов Хомского, взял эту цифру в 2 млн человек из книги французского католического священника и миссионера в Камбодже Франсуа Поншо, который получил её путём сложения 800 тыс. убитых от бомбардировок США и 1,2 млн убитых Пол Потом (опять же, якобы, по данным американских служб, но которые впоследствии эти цифры также отрицали).

## В искусстве
Геноциду в Камбодже посвящён фильм «Поля смерти» и сингл «Holiday in Cambodia» американской хардкор-панк группы «Dead Kennedys».
Персонаж игры «Metal Gear Rising Revengeance» Муссон провёл своё детство в Пномпене, во времена Геноцида в Камбодже.

## Галерея

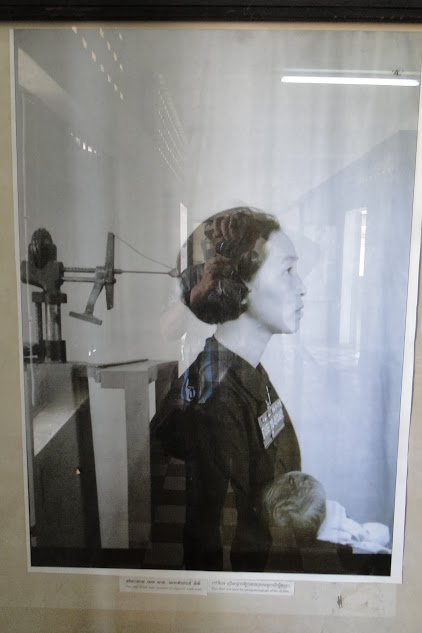
Одна из арестованных
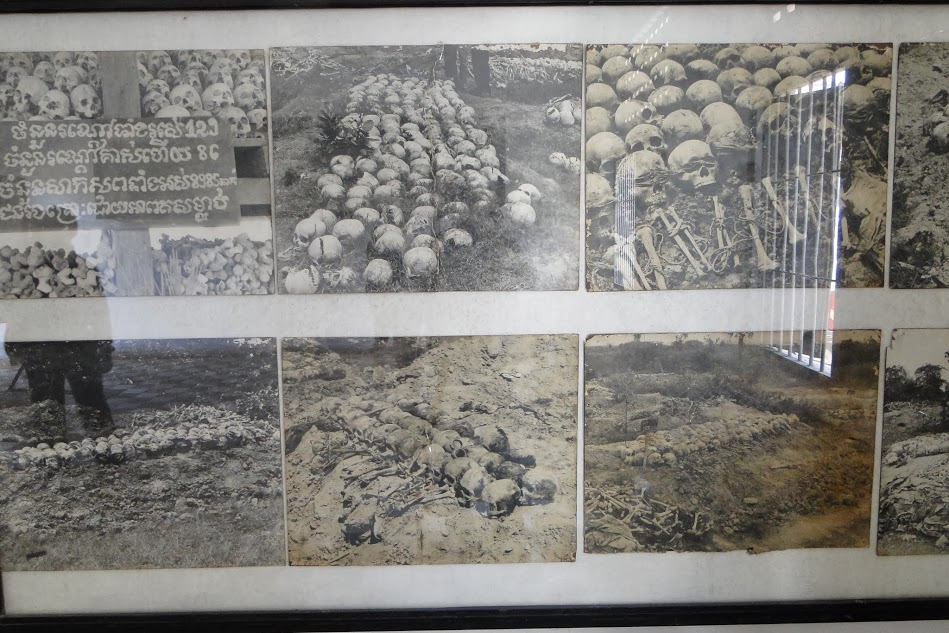
Документальное фото
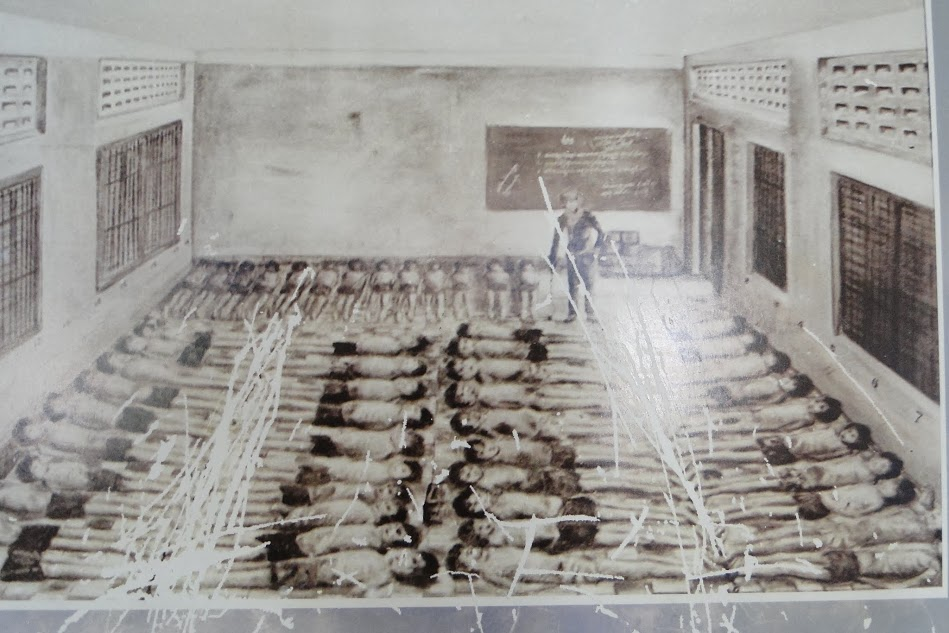
Документальная зарисовка
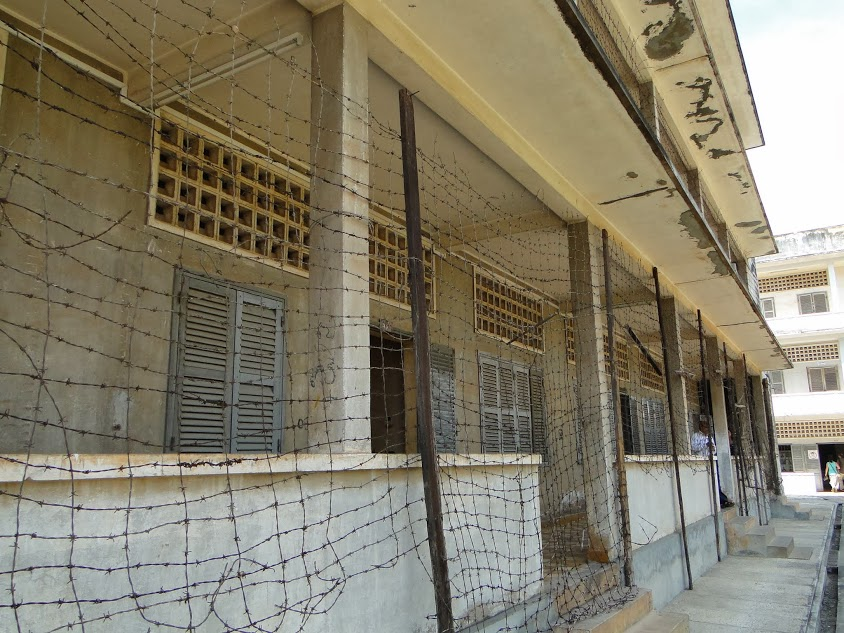
Тюрьма Тоул Сленг
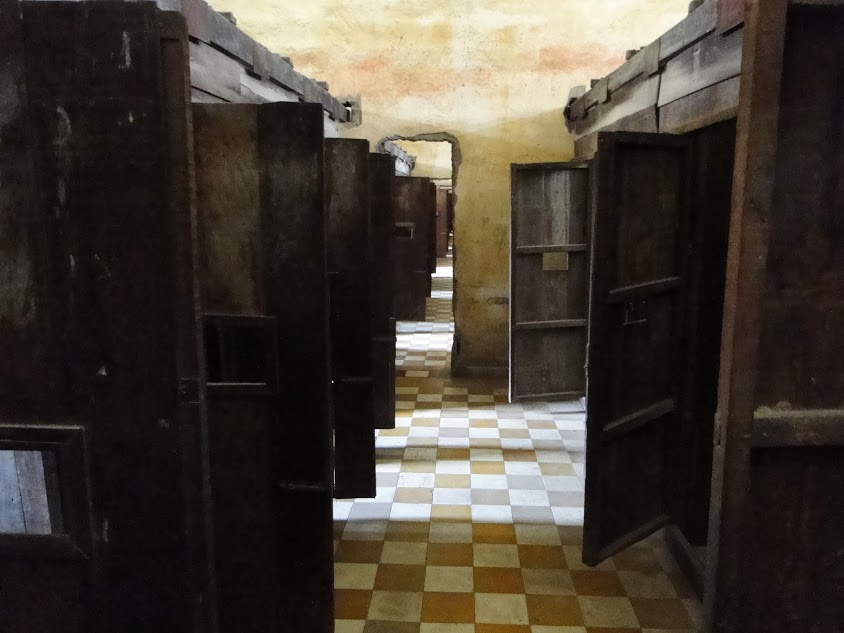
Одиночные камеры